# Chiesa di San Michele (Bedulita)
La chiesa di San Michele è il principale luogo di culto cattolico della località di Bedulita in provincia e diocesi di Bergamo; fa parte del vicariato di Rota d'Imagna.

## Storia
La torre campanaria della chiesa, che si presenta staccata dal corpo dell'edificio, è stata edificata sui resti di un'antica torre armigera del XII secolo. Risulta essere questa la parte più antica della chiesa che già dal XVI secolo è citata con dignità di parrocchiale della località di Bedulita.
Il pagamento per una libbra di cera all'episcopato di Bergamo risulta essere stato effettuato prima del 1366 come censo versato da:
Vicini et homines contrate de betholeta de valdimania (dare) tenentus quolibert anno pro domino episcopo pro ecclesia sancti michaelis libretam unam cere.
 Vi è la presenza nell'archivio vescovile di ulteriori documenti che citano la chiesa, ma nessuno che ne indichi la datazione.
Da questo si può stabilire che la chiesa fosse fin dalla sua costruzione intitolata a san Michele arcangelo. La chiesa non aveva benefici per questo era inserita nell'elenco delle commende episcopali dove sono indicati i sacerdoti mercenari stipendiati dai vicini ma confermati dal vescovo ogni sei mesi.
Inserita nella pieve di Almenno anche dopo l'istituzione dei vicariati foranei decretati nel II sinodo diocesano voluto da Federico Corner nel 1568 in ottemperanza alle disposizioni del primo sinodo provinciale del 1565, confermato nel III sinodo diocesano del 1574.
IL 16 ottobre 1575 la chiesa fu visitata dal san Carlo Borromeo arcivescovo di Milano. Negli atti della visita viene indicato che la chiesa aveva cinque altari, di cui quello maggiore retto dalla scuola del Santissimo Sacramento e dalla scuola della Santo Rosario retto dalla scuola omonima. Un curato mercenario era unico rappresentante del clero.
Dalla relazione della visita di san Gregorio Barbarigo si deduce che la chiesa era compresa della vicaria foranea di Almenno San Salvatore godeva di un reddito e i vicini provvedevano a stipendiare il parroco. Vi erano le scuola del Santissimo Sacramento del Santo Rosario e della dottrina cristiana.
Nel 1666 la chiesa fu inserita nel “Sommario delle chiese di Bergamo”, elenco redatto dal cancelliere della curia vescovile Giovanni Giacomo Marenzi e indicata sotto l'invocazione di san Michele arcangelo, inserita nel vicariato di Almenno.Vi erano cinque altari e le scuole del Santissimo Sacramento che reggeva l'altare maggiore e del Rosario che gestiva l'altare omonimo. Sussidiare della parrocchiale vi era l'oratorio intitolato a San Pantaleone. Un solo curato provvedeva alla cura delle anime. Ancora nel 1734 la chiesa era inserita nella circoscrizione di Almenno.
Nel Settecento la chiesa fu ricostruita, dell'antico edificio restano solo lacerti di pittura a fresco risalenti al XVI secolo e stucchi settecenteschi.
La chiesa fu visitata nel 1778 dal vescovo Giovanni Paolo Dolfin; agli atti fu allegata la relazione del rettore che indica la presenza di cinque altari di cui quello maggiore gestito dalla scuola del Santissimo Sacramento, della Beata Vergine con la confraternita del santo Rosario e il terzo intitolato a sant'Antonio di Padova con la scuola della dottrina cristiana. Vi erano due sacerdoti e un curato mercenario e in comprendeva l'oratorio di San Pantaleone. La chiesa fu oggetto di un nuovo ampliamento nel 1859 e consacrata dal vescovo di Bergamo Pietro Luigi Speranza il 6 luglio 1861. Nel Novecento furono eseguiti lavori di mantenimento e ristrutturazione con la posa di nuovi impianti e con la posa nel 1972 del le vetrate istoriate dalla ditta Peresson di Milano su disegni in cartone di Trento Longaretti.
Con decreto del 27 maggio 1979 del vescovo di Bergamo Giulio Oggioni la chiesa fu inserita nel vicariato locale di Rota Imagna.

## Descrizione

### Esterno
L'edificio di culto è posto su un rialzo terrazzato dislocato dal centro urbano in posizione dominante, La facciata a salienti divisa su due ordini da una cornice, presenta nella parte centrale di maggior misura il portale rialzato da due gradini con semplice cornice in pietra. Le due sezioni laterali anticipano le cappelle interne a sinistra e il porticato posto a destra composto da tre archi poggianti su colonne in pietra.	Il corpo superiore di misure della navata ha una finestra rettangolare con semplici cornici in pietra atta a illuminare l'aula. Chiude il frontone il timpano triangolare.

### Interno
L'interno a pianta rettangolare e a unica navata è diviso in quattro campate da lesene. Le lesene sono complete di zoccolatura in marmo e decorate in finto marmo, terminano con capitelli ionici che reggono il cornicione che percorre tutta l'aula e dave d'imposta la volta a botte lunettata sopra ogni campata dove si trovano le finestre che illuminano l'aula. la controfacciata presenta due confessionali e la bussola in noce. La cappella dedicata al battistero è posta nella prima campata a sinistra e nella seconda la cappella dedicata a san Giovanni Battista. La terza presente gli ingressi laterali. L'altare dedicato alla Madonna del Rosario è a destra della navata e corrispondente a destra quello dedicato a sant'Antonio di Padova.
La zona del presbiterio è a pianta rettangolare preceduta dall'arco trionfale e tre gradini e termina con il coro absidato.
La chiesa conserva un importante lavoro di Francesco Prata da Caravaggio raffigurante Adorazione dei pastori che per qualche tempo fu ritenuta lavoro del Romanino, avendo affinità con la Natività conservata nella pinacoteca Tosio Martinengo di Brescia, e gli affreschi opera di Vincenzo Angelo Orelli del 1797 raffigurante Crocifisso e Santa Maria Maddalena.